# St. Peter (Steffeshausen)

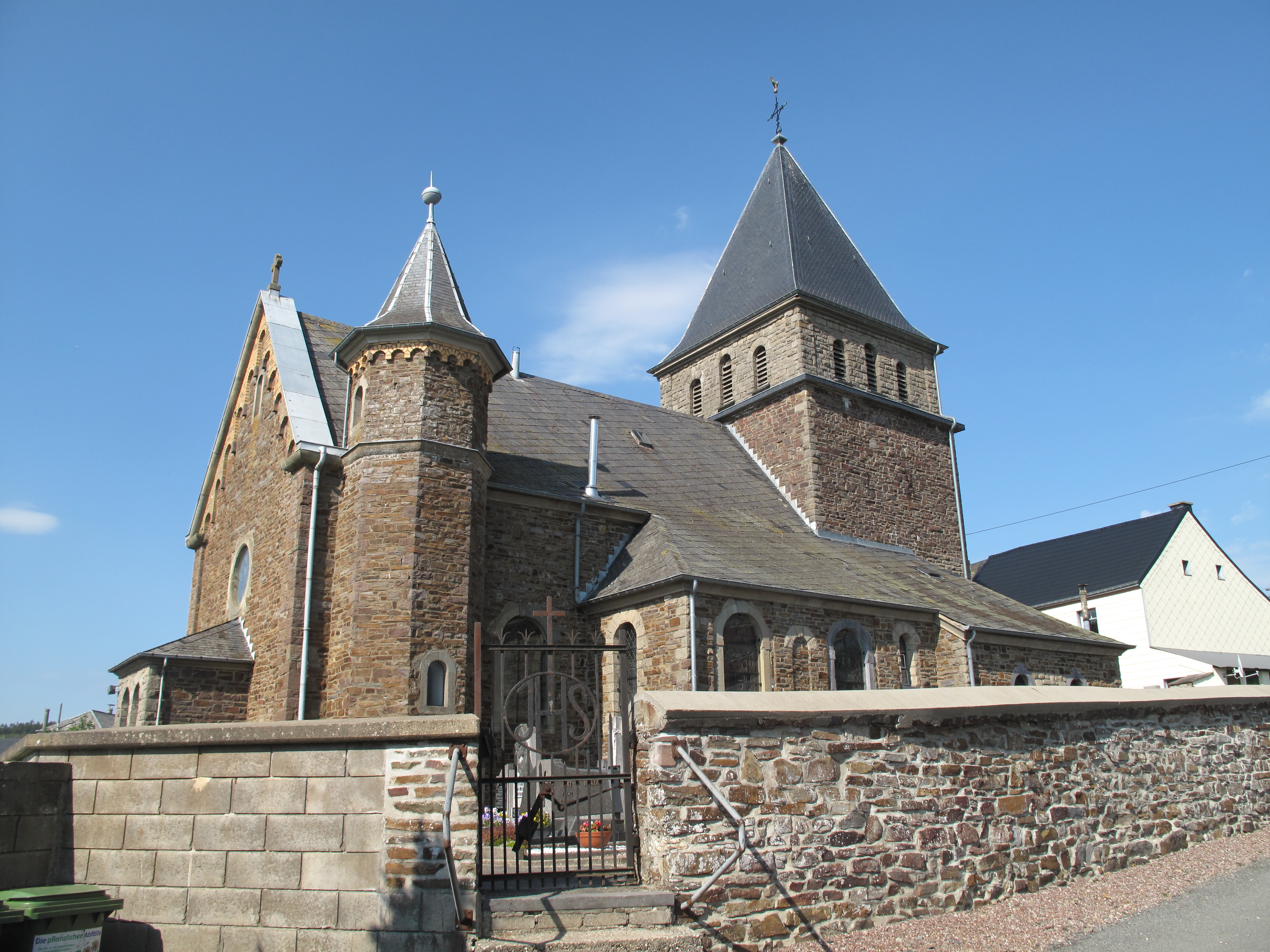
Kirche St. Peter

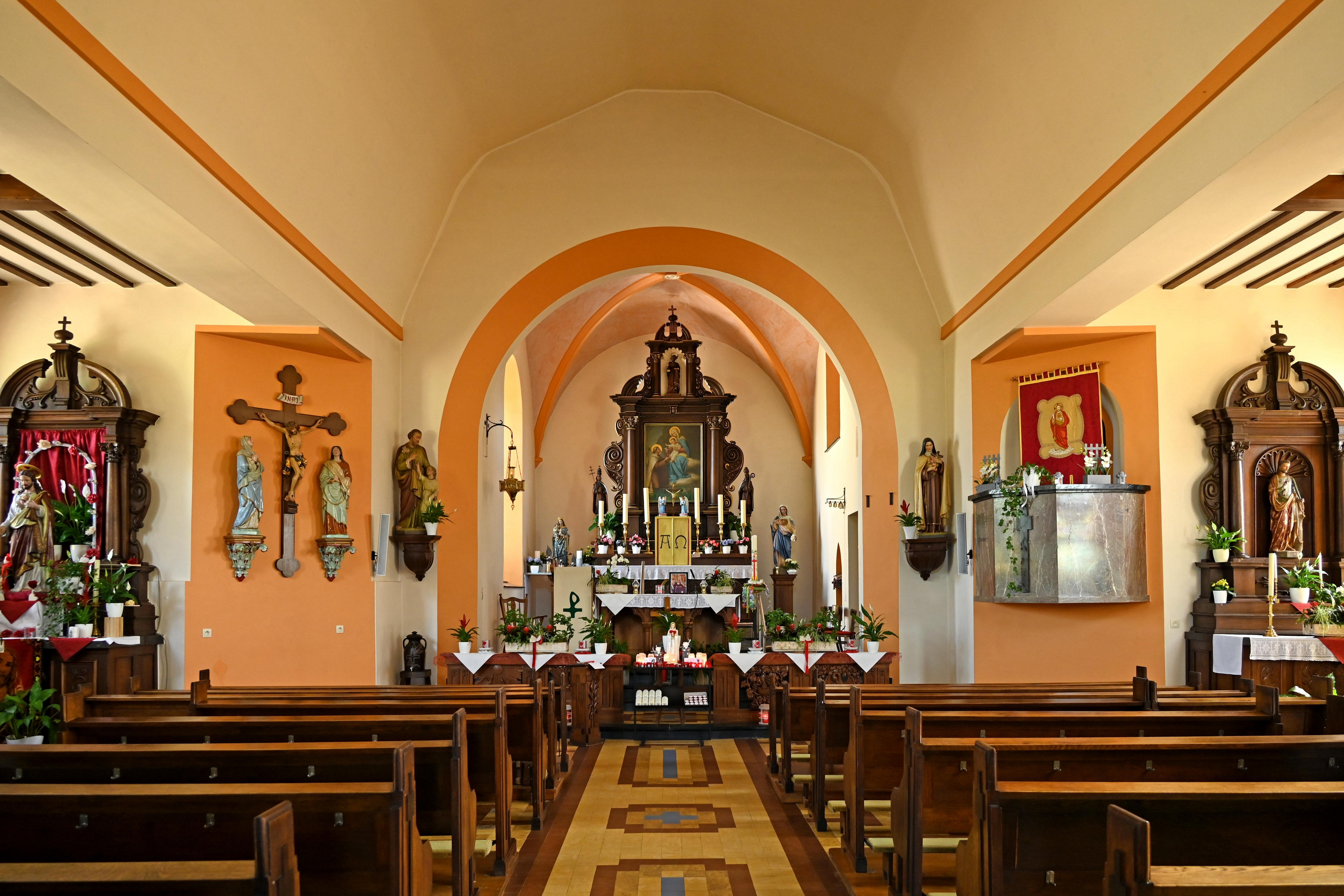
Inneres Richtung Chor

St. Peter ist die römisch-katholische Kirche von Steffeshausen in der belgischen Eifel, die zur Gemeinde Burg-Reuland in der Deutschsprachigen Gemeinschaft gehört.

## Geschichte
Ältester Teil der Kirche St. Peter ist der romanische Chorturm aus dem 12./13. Jahrhundert. Auch im Mauerwerk des Langhauses, das wahrscheinlich wie viele Kirchen im Eifelraum einen quadratischen Grundriss hatte, ist noch romanische Bausubstanz erhalten. Einem Zahlenstein des Jahres 1565 nach wurde das Langhaus zu dieser Zeit wahrscheinlich um ein Joch erweitert. Im Jahr 1776 wurde die Sakristei errichtet. 1891 wurde die Kirche erneut nach Westen erweitert. Dabei erhielt die repräsentative neue Westfassade die zwei Flankentürmchen. 1935/36 wurde die Kirche erneuert und der Kirchturm um ein Geschoss aufgestockt.